# Siros
Siros település Franciaországban, Pyrénées-Atlantiques megyében. Lakosainak száma 840 fő (2022. január 1.). Siros Arbus, Artiguelouve, Aussevielle, Denguin és Poey-de-Lescar községekkel határos.

## Népesség
A település népessége az elmúlt években az alábbi módon változott:
| Lakosok száma | 703  | 731  | 763  | 752  | 765  | 773  | 804  | 822  | 840  |
|               | 2013 | 2015 | 2016 | 2017 | 2018 | 2019 | 2020 | 2021 | 2022 |